# Poor Things
Poor Things är en amerikansk romantisk science fiction-film från 2023. Filmen är regisserad av Yorgos Lanthimos, efter ett manus skrivet av Tony McNamara och Alasdair Gray. I filmens huvudroller ses bland andra Emma Stone och Mark Ruffalo. Filmen är fotad av Robbie Ryan.
Filmen hade världspremiär på filmfestivalen i Venedig den 1 september 2023 där den vann Guldlejonet som årets bästa film. Den hade biopremiär i Sverige den 26 januari 2024, utgiven av Walt Disney Pictures.
Filmens huvudrollsinnehavare Emma Stone vann en Oscar för bästa kvinnliga huvudroll 2024.

## Handling
Filmen kretsar kring den geniala vetenskapsmannen doktor Godwin Baxter och den från de döda återuppväckta Bella Baxter. Bella bestämmer sig för att rymma med advokaten Duncan Wedderburn, och de beger sig ut äventyrsresa som tar dem över kontinenterna.

## Rollista (i urval)
- Emma Stone – Bella Baxter
- Mark Ruffalo – Duncan Wedderburn
- Willem Dafoe – Dr. Godwin Baxter
- Ramy Youssef – Max McCandless
- Jerrod Carmichael – Harry Astley
- Christopher Abbott – Sir Aubrey de la Pole Blessington
- Margaret Qualley – Felicity
- Kathryn Hunter – Swiney
- Suzy Bemba – Toinette
- Wayne Brett – präst